# Eudistoma stellatum
Eudistoma stellatum is een zakpijpensoort uit de familie van de Polycitoridae. De wetenschappelijke naam van de soort is voor het eerst geldig gepubliceerd in 1988 door Monniot.